# Рудник (гміна Добчиці)
Рудник (пол. Rudnik) — село в Польщі, у гміні Добчиці Мисленицького повіту Малопольського воєводства.
Населення — 343 особи (2011).
У 1975-1998 роках село належало до Краківського воєводства.

## Демографія
Демографічна структура станом на 31 березня 2011 року:
|          | Загалом | Допрацездатний вік | Працездатний вік | Постпрацездатний вік |
| -------- | ------- | ------------------ | ---------------- | -------------------- |
| Чоловіки | 183     | 44                 | 120              | 19                   |
| Жінки    | 160     | 36                 | 98               | 26                   |
| Разом    | 343     | 80                 | 218              | 45                   |